# Euxoa lagganae
Euxoa lagganae là một loài bướm đêm trong họ Noctuidae.